# Megoldás Mozgalom
A Megoldás Mozgalom nevű politikai pártot 2021-ben alapította Gattyán György vállalkozó, elnöke Bogó Dániel. A párt a 2022-es magyarországi országgyűlési választásra alakult, melyen mindössze 1%-ot sikerült elérnie. A párt a 2024-es önkormányzati választáson három polgármesteri helyet szerzett, az EP-választáson pedig listán 0,4 százalékos eredményt ért el.

## Előzmények
Gattyán György első közéleti megnyilvánulása 2021-ben volt egy Jakupcsek Gabriellával készített interjúban, melyben politikai ambícióiról vallott. Ezt követően Friderikusz Sándor podcastműsorában utalt arra, hogy pártot indít. Hivatalosan 2021. december 17-én, az ATV-ben jelentette be, hogy Megoldás Mozgalom néven pártot indít, amellyel részt kíván venni a 2022-es választásokon, és hogy jelölteket állít mind a 106 egyéni választkerületben.
A pártot 2021. december 24-én jegyezték be, a jelölteket álláshirdetésekben kezdték keresni.

## Program
A Megoldás Mozgalom programja kezdetben nem volt nyilvános, a programpontokat kis kártyák formájában töltötték fel a honlapjukra és a különböző közösségi média felületekre. Ezeken többek között szerepel gazdasági közszereplő fogalmának a bevezetése, a miniszterelnöki pozíció betöltési idejének a maximalizálása és a TAO rendszer átalakítása.
Később nyilvánosságrahozott programjuk kiemelt prioritásként kezelte egy "garanciarendszer" megalkotását, hogy Magyarország átlépjen a 21. századba, a kornak megfelelő gazdasági, társadalmi és jóléti keretrendszer megteremtése és működtetése útján.

## Fogadtatás
A közéletben a Megoldás Mozgalom megalapítása éles vitákat gerjesztett.
Az Egységben Magyarországért ellenzéki politikai szövetség a pártalapítás bejelentését követően azonnal a Fidesszel való választási összejátszás vádjával gyanusította meg Gattyánékat, kijelentve, hogy ha a párt célja valóban a kormányváltás lett volna, akkor a 2021-es ellenzéki előválasztáson el kellett volna indítania a jelöltjeit. Az ellenzék részéről az a kritika is elhangzott, hogy Gattyán pártja valójában egy kamupárt, amelynek célja az ellenzéki szavazók összezavarása, szavazataik megosztása, ezzel a Fidesz-KDNP segítése a választáson.
A kormánypártokkal való cinkosságot abban is látni vélték, hogy a 2020 márciusában a NAV Bűnügyi Főigazgatóságának Központi Nyomozó Főosztálya által 14 milliárd 187 millió forint értéken zár alá vett, Gattyán tulajdonában álló, Andrássy úti épület zár alá vételét 2021. december 7-én feloldotta a NAV, és ez közvetlenül azt követően történt, hogy Gattyán bejelentette politikai szerepvállalást. Az ellenzéki összefogás pártjai a Gattyán számára kedvező NAV döntésben is beigazolódni látták vádjaikat.
A pártelnök interjúiban rendre tagadta, hogy kapcsolata lenne a kormánypártokkal.
Többször visszatérő kritika volt a mozgalommal kapcsolatban annak vezetőjének, Gattyán Györgynek a nemzetközi szexiparban játszott hangsúlyos szerepe. Gattyán a Forbes Magyarország 2022-ben megjelent listáján Magyarország 6. leggazdagabb embereként szerepelt, 253,8 milliárd forintra becsült vagyona jelentős részben az erotikus LiveJasmin elnevezésű szexkamera-szolgáltatása bevételeiből származott.

## Elnökség
- Bogó Dániel (elnök,)[17]
- Huszár Viktor (alapító)
- Gattyán György (alapító), a Forbes 50 listán 2021-ben a 6. helyen végzett 245,6 milliárd forintos vagyonával[18]

## Egyéni képviselőjelöltek
A Megoldás Mozgalom 2022. február 15-én a honlapján hozta nyilvánosságra a 106 egyéni választókerületben induló jelöltje nevét az alábbiak szerint:
- Varga László (BÁCS 01)
- Somody Károly (BÁCS 02)
- Dr. Kudron-Tonigold Nándor (BÁCS 03)
- Koncz Dóra (BÁCS 04)
- Fehérvári Dóra (BÁCS 05)
- Almási Terézia (BÁCS 06)
- Palkó Ádádm (BARANYA 01)
- Dr. Juhász Gábor (BARANYA 02)
- Víg Aurél (BARANYA 04)
- Halmi Bence (BAZ 01)
- Simkó István (BAZ 02)
- Lenkó Orsolya (BAZ 03)
- Endre László (BAZ 04)
- Ornyik Róbert (BAZ 05)
- Veszprémi Ádám (BAZ 06)
- Kertész Gyula (BAZ 07)
- Szegedi Éva (BÉKÉS 01)
- Takács Ádám (BÉKÉS 02)
- Dr. Pomuczné Nagy Ildikó (BÉKÉS 03)
- Szabó György (BÉKÉS 04)
- Murányi Gergely (BP01)
- Szenes Gábor (BP02)
- Jenei Dávid (BP03)
- Horváth Diána (BP04)
- Major Gergely (BP05)
- Ungár Dániel (BP06)
- Halmi Bajnok (BP07)
- Janicsák István (BP08)
- Détári Lajos[21] (BP09)
- Poteczki Imre (BP10)
- Endrédi István (BP11)
- Szabó Norbert Ádám (BP12)
- Dr. Stelli-Kis Sándor (BP13)
- Hajmás Gergely (BP14)
- Tabi Tünde (BP15)
- Horváth Elemér (BP16)
- Koller Sándor (BP17)
- Papp Zoltán (BP18)
- Veszelinov Annamária (CSONGRÁD 01)
- Gonda Benjámin Norbert (CSONGRÁD 02)
- Üveges Hajnalka (CSONGRÁD 03)
- Szabó Zoltán (CSONGRÁD 04)
- Balogh Benedek (FEJÉR 01)
- Huszti Mária (FEJÉR 02)
- Könyves Tamás[22] (FEJÉR 03)
- Hermann Henrik (FEJÉR 04)
- Lakatos Krisztián (FEJÉR 05)
- Dr. Szilágyi Norbert (GYŐR 01)
- Szemes Norbert (GYŐR 02)
- Pércsi Donát (GYŐR 03)
- Sala Zoltán (GYŐR 04)
- Mácsik János (GYŐR 05)
- Hermann Zoltán (HAJDÚ 01)
- Baranyi Renáta (HAJDÚ 02)
- Hornyák Attila (HAJDÚ 03)
- Zelenák András (HAJDÚ 04)
- Tóth Ferenc (HAJDÚ 05)
- Andorkó László (HAJDÚ 06)
- Kacsó Sándor (HEVES 01)
- Barna Richárd (HEVES 02)
- Antal Gergő (HEVES 03)
- Korpai Erika (JÁSZ 01)
- Oszvald Nándor Imre (JÁSZ 02)
- Halmi Bálint (JÁSZ 03)
- Szabó Róbert (JÁSZ 04)
- Dr. Popovics Judit (KOMÁROM 01)
- Bajnai Balázs (KOMÁROM 02)
- Füzi Gábor (KOMÁROM 03)
- Kecskés Péter (NÓGRÁD 01)
- Spotnik László (NÓGRÁD 02)
- Váradi Valentin (PEST 01)
- Dr. Bogó Dániel (PEST 02)
- Polocsányi Béla (PEST 03)
- Sarantis Mantzourakis (PEST 04)
- Kovács Roxánia (PEST 05)
- Kopka Sándor (PEST 06)
- Balogh István (PEST 07)
- Kámány János Krisztián (PEST 08)
- Vári Zoltán (PEST 09)
- Zrubka  Zita (PEST 10)
- Szabó László (PEST 11)
- Pásztor Éva (PEST 12)
- Hauser Gergő (SOMOGY 01)
- Palkó Sándor (SOMOGY 02)
- Kazai Csaba (SOMOGY 03)
- Buda Patrik (SOMOGY 04)
- Dr. Helmeczy László (SZABOLCS 01)
- Kardos Ferenc (SZABOLCS 02)
- Dzsubák Balázs (SZABOLCS 03)
- Kantuly Zsolt (SZABOLCS 04)
- Roland Alex (SZABOLCS 05)
- Czakó Zoltán (SZABOLCS 06)
- Hajdu Ferenc (TOLNA 01)
- Kőmüves Attila (TOLNA 02)
- Lackó Péter (TOLNA 03)
- Tömböly Tamás (VAS 01)
- Horváth Sándor (VAS 02)
- Dávid Dávid (VAS 03)
- Simor István (VESZPRÉM 01)
- Berta Ákos (VESZPRÉM 02)
- Fórizs Lajos (VESZPRÉM 03)
- Horváth Gyula (VESZPRÉM 04)
- Szép Szabolcs (ZALA 01)
- Domokos Rita (ZALA 02)
- Barna Tamás (ZALA 03)

## A Megoldás Mozgalom országgyűlési választási eredménye 2022-ben
| Választás | Szavazatok száma | Szavazatok aránya | Mandátumok száma | Mandátumok aránya | Parlamenti szerepe |
| --------- | ---------------- | ----------------- | ---------------- | ----------------- | ------------------ |
| 2022-es   | 58 928           | 1,04%             | 0/199            | 0%                | nem jutott be      |

## Két választás között
A pártalapító az országgyűlési választásokon  nem egyszerű–, hanem minőségi, kétharmados győzelmet várt. Ehhez képest az országos voksoláson végül az jelentette a sikert a MEMO-nak, hogy 58 929 szavazatot szerezve 1 százalék fölötti eredményt (1,04%) sikerült elérniük. Gattyán ezzel elérte, hogy pártjának nem kellett visszafizetnie a kampányukra kapott pénzeket az államnak. Ezen túl, négy éven keresztül, 2026-ig, évi 50-60 millió forintnyi költségvetési támogatásra váltak jogosulttá.
2022 májusi kijelentése szerint rendezték soraikat, jelöltjeik elszántak, mérsékelt, szabadelvű pártként dolgoznak az országért a jövőben is.

## 2024-es önkormányzati és európai parlamenti választás
A párt 2024 áprilisában, a hivatalos kampányidőszak kezdetekor hallatott ismét magáról, amikor is bejelentette hogy június 9-én indul az önkormányzati és európai parlamenti választásokon. A Megoldás Mozgalom EP-listáját Huszár Viktor, a Megoldás Mozgalom akkori elnöke vezette; őt Karl Dóra jogász, vállalkozó; Bogó Dániel ügyvéd; Paksi Piroska jogász, vállalkozó; Horváth Ferenc nyugalmazott rendőrőrnagy és Tóth Mihály lelkész követte. A párt EP-listája 5. helyén szerepelt még a párt győri polgármesterjelöltje, Szilágyi Norbert is, aki ha bármelyik választáson sikeresen szerepelt volna – akkor eldönthette volna, hogy melyik mandátumot vegye fel. Ugyanekkor derült ki, hogy Havas Henrik korábbi újságíró lett a Gattyán féle Doclerhez kötődő Frisshírek Médiacsoport vezetője, melyből a teljes szerkesztőséget elbocsátották, majd kiderült, hogy a híreikhez mesterséges intelligenciát vettek igénybe. A pontatlanul működő hírportál 2025 elején megszűnt, csak a podcast-műsorai maradtak meg.
A MEMO Budapesten nem indított főpolgármester-jelöltet, kerületi polgármesterjelöltjei a III. kerületben és a XVIII. kerületben voltak, Vig Rafael, illetve Tabi Tünde személyében. A párt országosan összesen kilenc polgármesterjelölttel vágott neki a választásnak. A párt  az európai parlamenti választáson mindössze 0,37%-ot ért el; az önkormányzati választáson három kistelepülés, Mátraballa, Szamossályi és Drávapiski polgármesteri helyét tudta megszerezni a jelöltjük, amit a pártelnök „történelmi győzelemként” értékelt.

### 2024-es európai parlamenti választási eredménye
| Választás | Szavazatok száma | Szavazatok aránya | Mandátumok száma | Európai parlamenti csoport | Európai párt |
| --------- | ---------------- | ----------------- | ---------------- | -------------------------- | ------------ |
| 2024-es   | 16 774           | 0,37%             | 0 / 21           | –                          | –            |

### A választások után
2024. június 17-én jelent meg az a Partizán-interjú, amelyben egy volt NAV-nyomozó arról beszélt, hogy 2021-ben – a pártalapítás évében – tudatosan tusolták el Gattyánék 19 milliárdos adócsalási ügyét. A hírt Gattyán cége, a Docler Holding és a NAV is cáfolta, illetve visszautasította.
Gattyánék a NAV-val kapcsolatos vád tagadásával egyidőben szivárogtatták ki a hírt arról, hogy Huszár Viktor pártelnök hamarosan távozik a párt éléről. A MEMO elnöksége nem volt elégedett az EP-választás eredményével, de tagadták, hogy emiatt távozna a párt elnöke, helyette azt sejttették, hogy a részben Huszár által létrehozott teqballal kíván újra többet foglalkozni. Végül Huszár 2024. június 25-én az elért rossz választási eredményért felelősséget vállalva bejelentette a lemondását. Huszár helyét egy hónappal később Bogó Dániel vette át. A párt színeiben indult polgármesterek által megnyert kistelepüléseken történtek ugyan támogatások, leginkább falunapok szervezése és laptopok szétosztása formájában, de más egyéb, a falu életében lényeges fejlesztések (falubusz, Wi-Fi stb.) nem, vagy csak nagyon lassan indultak meg, noha a párt ezekre egy milliárd forintot ígért.